# Anton Reinhold Carstens
Anton Reinhold Carstens, född 1737, död 6 februari 1804, var en svensk kramhandlare och politiker.

## Biografi
Anton Reinhold Carstens föddes 1737. Han arbetade som kramhandlare och var riksdagsledamot för borgarståndet i Stockholms stad vid riksdagen 1792 och riksdagen 1800. Carstens avled 1804.